# Алхимово (деревня, Москва)
Алхи́мово — деревня в Новомосковском административном округе Москвы (до 1 июля 2012 года в составе Подольского района Московской области). Входит в состав поселения Рязановское.

## Происхождение названия
На межевом плане 1784 года упоминается как деревня Алфимова. В списке 1862 года — Алфимова (Алхимова). В списке 1911 года переписи 1926 года — Алфимово, но в употреблении закрепилось Алхимово. Название деревни связано с именем Алфим, искаженной формой календарного личного имени Анфим

## Население
Согласно Всероссийской переписи, в 2002 году в деревне проживало 26 человек (14 мужчин и 12 женщин). По данным на 2005 год в деревне проживало 11 человек.

## Расположение
Деревня Алхимово расположена на левом берегу Десны примерно в 5 км к северо-западу от центра города Подольска. В 2,5 км к востоку от деревни расположена станция Силикатная Курского направления МЖД. Ближайшие сельские населённые пункты — деревня Девятское и посёлок Знамя Октября.

## Инфраструктура

### Образование

#### Школы
- Школа № 2083[4]